# ザ・ニュー・ボス・ギター・オブ・ジョージ・ベンソン
『ザ・ニュー・ボス・ギター・オブ・ジョージ・ベンソン』（The New Boss Guitar of George Benson）は、アメリカ合衆国のジャズ・ギタリスト、ジョージ・ベンソンが1964年に録音・発表した、初のスタジオ・アルバム。

## 解説
ベンソンは1962年よりジャック・マクダフのグループで活動しており、本作の録音にも、当時のマクダフ・グループのメンバーが全面参加した。1990年リマスターCD (OJCCD-461-2)に追加されたボーナス・トラック「マイ・スリー・サンズ」は、元々はジョー・デュークスのリーダー・アルバム『The Soulful Drums of Joe Dukes with the Brother Jack McDuff Quartet』（PR 7324、1964年5月14日録音）に収録された曲で、本作の参加メンバーのうちベンソン、マクダフ、レッド・ホロウェイがサイドマンを務めた。
アレックス・ヘンダーソンはオールミュージックにおいて5点満点中4点を付け「1964年当時のベンソンは、まだまだ成長途上にあったが、それでも本作は、印象的なデビュー作である」「満足できる内容というだけでなく、歴史的にも重要なアルバム」と評している。なお、ベンソン自身は2016年のインタビューで、本作に関して「私のキャリアが、まだまだこれからだった初期、正に始まりの時期だから、今聴き返すのはキツいよ」「マクダフは『ブルースは音楽の基本かつ不可欠な要素だ。ブルースを弾けば、世界中の人々が理解者となってくれる。ブルースを取り入れてさえいれば、どんな演奏をしても良い結果が出る』と言っていた。最初は理解できなかったけど、キャリアが進むにつれて、彼が適切で正しいことを言っていたことが分かってきた」と語っている。

## 収録曲
特記なき楽曲はジョージ・ベンソン作。
1. シャドウ・ダンサーズ - "Shadow Dancers" - 4:49
2. ザ・スウィート・アリス・ブルース - "The Sweet Alice Blues" - 4:42
3. アイ・ドント・ノウ - "I Don't Know" - 6:52
4. ジャスト・アナザー・サンデイ - "Just Another Sunday" - 3:05
5. ウィル・ユー・スティル・ビー・マイン - "Will You Still Be Mine" (Matt Dennis, Tom Adair) - 4:30
6. イージー・リヴィング - "Easy Living" (Leo Robin, Ralph Rainger) - 6:41
7. ロッカバイ - "Rock-A-Bye" - 4:02

### 1990年リマスターCDボーナス・トラック
2005年再発CD (VICJ-41186)、2008年再発CD (UCCO-9437)、2014年再発CD (UCCO-90250)にも収録された。
1. マイ・スリー・サンズ - "My Three Sons" (Jack McDuff, Joe Dukes) - 5:37

## 参加ミュージシャン
- ジョージ・ベンソン - ギター
- ジャック・マクダフ - ハモンドオルガン、ピアノ
- レッド・ホロウェイ（英語版） - テナー・サクソフォーン
- ロニー・ボイキンス - ダブル・ベース（"My Three Sons"には不参加）
- モンテゴ・ジョー - ドラムス（"My Three Sons"には不参加）
- ジョー・デュークス - ドラムス(on "My Three Sons")